# 2012 QD8
2012 QD8 ist ein Asteroid, der zu den Erdnahen Asteroiden (Apollo-Typ) zählt und am 17. August 2012 von Pan-STARRS, Haleakalā (IAU-Code F51) entdeckt wurde. Der Asteroid wird (Stand: 24. Februar 2025) auf der NEO Risk List mit einer kumulativen Einschlagswahrscheinlichkeit von 1 zu 165289 in den Jahren 2047 bis 2120 geführt. Der Durchmesser des Asteroids wird auf etwa 60 bis 140 Meter geschätzt. 